# Tsumecom
株式会社Tsumecom（ツメコム、Tsume.com Corporation）は、大阪府大阪市中央区に本社を置く企業である。

## 概要
2007年（平成19年）、ベンチャー支援や起業コンサルタントを行う株式会社スタンディングエッグの主催する起業支援プログラムで最優秀賞を受賞し、同社からの出資を受けて設立されたベンチャー企業である。
詰め放題のポータルサイトでECサイトの「Tsume.com（ツメコム）」を運営している（詳細は後述）。

## 沿革
- 2007年（平成19年）
  - 7月17日 - 「合同会社Tsumecom」として設立。
  - 10月1日 - 詰め放題のポータルサイトTsume.comを開設。
- 2011年（平成23年） - 株式会社タスカルのグループサイトとなる。
- 2012年（平成24年）
  - 1月10日 - 株式会社シェアリーと提携し、共同購入型クーポンサイト「Tsume-pon!」の提供を開始[1]。
  - 12月27日 - サイトメンテナンスのためツメコムwebサイトを長期休止。

## Tsume.com（ツメコム）
Tsume.com（ツメコム）は、詰め放題のポータルサイトであり全国の詰め放題情報の発信やバーチャル詰め放題システムを使ったネットショッピングができるECサイトである（サイトメンテナンスのため長期休止中）。
ECサイトについては現在のところ無料コース、なんでも詰め放題コース、アクセサリー詰め放題コースなど複数のコースのが用意されている。また、このバーチャル詰め放題システムは世界初のシステムであり現在特許出願中である。

### 詰め放題コース
現在利用できるコースは下記の通り。今後もコースは追加される予定。
無料コース
- 商品代無料のコースで支払いは送料のみ。

なんでも詰め放題コース
- 食料品、衣料品、アクセサリー、化粧品ほか多様な商品が用意されており2,000円から30,000円までの袋が用意されているコース。

アクセサリー詰め放題コース
- アクセサリー限定の詰め放題コースで2,000円から10,000円までの袋が用意されている。

## 事業所
- 本社（大阪府大阪市中央区）
- 名古屋事務所（愛知県名古屋市西区）

## 関連会社
- 株式会社タスカル